# Agenda Secreta
Hidden Agenda (bra/prt: Agenda Secreta) é um filme britânico de 1990, do gênero drama, dirigido por Ken Loach, roteiro escrito por Jim Allen e trilha sonora assinada por Stewart Copeland.

## Sinopse
Na violenta Belfast dos anos 1980, ativista norte-americano e policial inglês juntam suas forças para tentar revelar o mistério em torno do assassinato de um advogado dos direitos humanos.

## Elenco
- Frances McDormand
- Brian Cox
- Brad Dourif
- Mai Zetterling
- Bernard Archard
- Maureen Bell
- John Benfield
- Bernard Bloch